# Mulsum

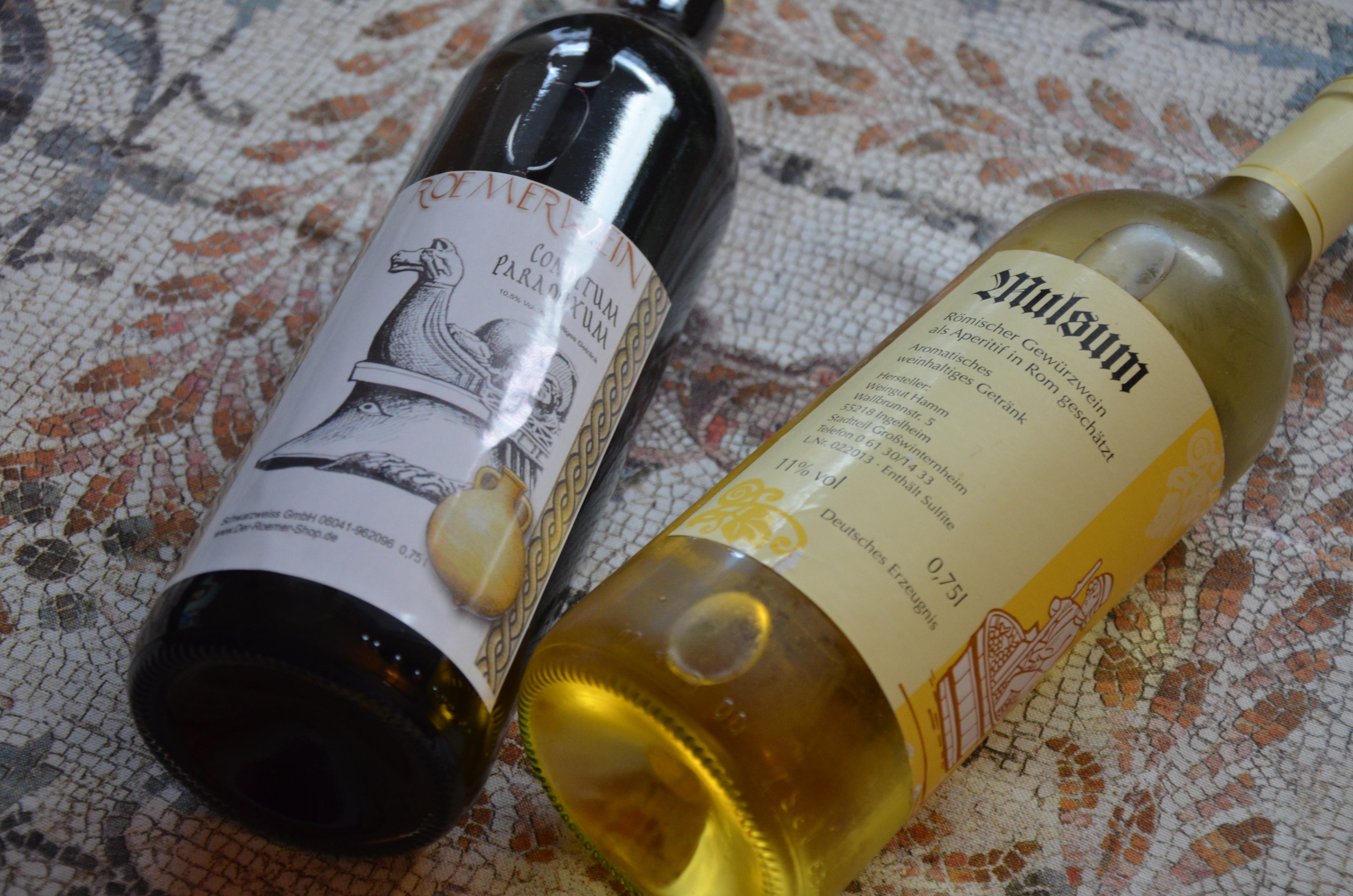
À droite, une bouteille de mulsum reconstitué.

Le mulsum (parfois dénommé clarea ou aloja) est un vin typique de l'époque de l'Empire romain, mais aussi d'époques postérieures, particulièrement chez les Wisigoths. L'unique recette existante de ce vin assaisonné se trouve chez Columelle, dans laquelle le moût et le miel fermentent ensemble. Sa composition est très débattue. Étymologiquement, mulsum provient de mulcere, signifiant « caresser », indiquant son caractère assez délicat pour un vin.

## Composition
Concernant sa véritable composition, diverses hypothèses sont avancées.
Ainsi certains auteurs soutiennent que le mulsum s'élaborait avec le premier pressage du raisin auquel on ajoutait du miel, une fois le moût fermenté (il apparait parfois sous la dénomination « vin et miel » dans de nombreuses références) en proportion de quatre parts de vin pour une de miel,. D'autres encore disent qu'il s'agit du vin nouveau enlevé peu de temps après le premier pressage, de telle sorte qu'il s'agit d'un vin jeune ; selon Isidore dans les Etymologiae.

## Usages
Le mulsum est donc une boisson alcoolisée, de goût sucré, très similaire à l'hydromel (se réalisant au contraire par la seule fermentation d'eau et de miel).
Il était coutume, à l'époque, d'offrir ce vin au début des banquets.
Il nous est aussi connu que, malgré la présence de miel dans sa composition, le mulsum était plus abordable que le miel pur, à l'époque de l'Empire romain.

## Célébrations
La Fira (foire) du Miel est célébrée au mois de novembre, par les populations de Lubie, Majorque, des Îles Baléares, d'Espagne, où vous pourrez profiter d'un bon mulsum, qui se fait une fois l'an pour la fête.